# Hudinja, Vitanje
Hudinja este o localitate din comuna Vitanje, Slovenia, cu o populație de 236 de locuitori.